# مستشفى بوتراجاي
مستشفى بوتراجاي (بالملايوية: Hospital Putrajaya) ويشار له اختصارًا HPj، هو مستشفى عام مملوكٌ للحكومة ماليزيا يقع في منطقة بوتراجاي الإدارية. تأسس هذا المستشفى عام 1998، ويضم 369 سريرًا.

## التاريخ
يقع مستشفى بوتراجاي على مساحة 27.2 فدانًا (11.0 هكتارًا) في المنطقة 7 ببوتراجاي. بنيَّ للمرة الأولى عام 1998 بتكلفة 283 مليون رينغيت ماليزي، ثم بدأ تشغيله على مراحل منذ 1 نوفمبر 2000. كان يضم بدايةً 278 سريرًا فقط وزيد العدد إلى 341 سريرًا في عام 2012 مع إنشاء مركز أمومة منخفض المخاطر في المنطقة 8 وهو الآن قيد الإنشاء. يضم الآن 369 سريرًا بشكلٍ رسمي، وذلك منذ يناير 2018.

## التطويرات المستقبلية
منحت الحكومة الماليزية شركة الهندسة جورج كينت بيرهاد عقدًا بقيمة 364.9 مليون رينغيت ماليزي لإكمال توسعة قسم الغدد الصماء في مستشفى بوتراجاي. يُعد هذا المستشفى مركز إحالة ثالثي لأمراض الغدد الصماء، والتي تشمل السكري والاضطرابات الهرمونيَّة.

## الإنجازات
يعد مستشفى بوتراجاي أحد المستشفيات المعتمدة من قبل الجمعية الماليزية للجودة الصحيَّة (MSQH).

## مرضى بارزون
- عبد الهادي أوانج – سياسي ماليزي[5]
- كينتو موموتا – لاعب كرة ريشة ياباني[6][7][8]
- كم جونغ نام – نجل الزعيم الكوري الشمالي كيم جونغ إل[9]
- سيفاسانجاري سوبرامانيام [الإنجليزية] – لاعب اسكواش محترف ماليزي[10]
- وي كا سيونج [الإنجليزية] – سياسي ماليزي[11]

## موظفون بارزون
- نور هشام عبد الله – جراح غدد صماء[12][13]

## روابط خارجية
- الموقع الرسمي